# Eastern-Air-Lines-Flug 66
Beim Unfall des Eastern-Air-Lines-Flug 66 am 24. Juni 1975 mit einer Boeing 727 im Anflug auf den John F. Kennedy International Airport starben 113 der 124 Insassen. Ursache war ein Abwind.
Der Eastern Air Lines Flug 66 war ein regulärer Linienflug von New Orleans nach New York City, auf dem am 24. Juni 1975 beim Landeanflug auf den New Yorker John F. Kennedy International Airport eine Boeing 727-200 abstürzte. Es wurde festgestellt, dass der Absturz durch eine Windscherung als Folge einer Fallböe verursacht wurde, aber das Versagen des Flughafens und der Piloten, die Unwettergefahr zu erkennen, hatten ebenfalls dazu beigetragen.
Am Dienstag, den 24. Juni 1975 wurde der Flug 66 mit einer Boeing 727 mit dem Luftfahrzeugkennzeichen N8845E durchgeführt. Der Flug startete um 13:19 Uhr Eastern Daylight Time (EDT) von Moisant Field mit 124 Personen an Bord, darunter 116 Passagiere und 8 Besatzungsmitglieder. Der Flug befand sich auf dem Weg von New Orleans in den Luftraum von New York City ohne gemeldete Schwierigkeiten.

## Besatzung
- Kapitän war der 54-jährige John W. Kleven, der seit fast 25 Jahren bei Eastern Air Lines diente und seit dem 10. Juli 1968 Kapitän der Boeing 727 war. Kleven hatte insgesamt 17.381 Flugstunden, davon 2.813 Stunden auf der Boeing 727.
- Erster Offizier war der 34-jährige William Eberhart, der seit fast neun Jahren bei Eastern Air Lines tätig war. Er hatte 5.063 Flugstunden, davon 4.327 Stunden auf der Boeing 727.
- Flugingenieur war der 31-jährige Gary M. Geurin, der seit 1968 bei Eastern Air Lines tätig war und 3.910 Flugstunden absolvierte, davon 3.123 an Bord der Boeing 727.
- Ein zweiter Flugingenieur, der 31-jährige Peter J. McCullough, war ebenfalls an Bord und befand sich in der Ausbildung, wobei Geurin seine Fortschritte überwachte. McCullough war seit vier Jahren bei Eastern Air Lines tätig und hatte 3.602 Flugstunden absolviert, davon 676 Stunden auf der Boeing 727.

## Unfallablauf
Ein heftiges Gewitter traf am Flughafen JFK ein, gerade als sich Flug 66 im Anflug auf das Gebiet von New York City befand. Um 15:35 Uhr wurde den Piloten mitgeteilt, sie sollten sich mit dem Anfluglotsen der Anflugkontrolle von JFK in Verbindung setzen, um Anweisungen zu erhalten, worauf der Anfluglotse das Flugzeug in das Anflugschema für die Landebahn 22L einordnete. Um 15:52 Uhr warnte der Anfluglotse die Besatzungen aller ankommenden Flugzeuge, dass der Flughafen „sehr leichte Regenschauer und Dunst“ und keinerlei Sicht habe und dass alle anfliegenden Flugzeuge nach den Instrumentenflugregeln landen müssten. Um 15:53 Uhr wurden die Piloten des Flugs 66 auf eine andere Frequenz für den Endanflug auf Piste 22L geschickt.
Die Fluglotsen gaben der Besatzung weiterhin Radarvektoren, um die herannahenden Gewitter zu umfliegen und in das Landemuster mit anderem Verkehr einzufügen. Wegen des sich verschlechternden Wetters überprüfte eines der Besatzungsmitglieder das Wetter am LaGuardia Airport in Flushing, Queens, dem geplanten Ausweichflughafen des Fluges.
Um 15:59 Uhr warnte der Fluglotse alle Piloten vor „einer starken Windverschiebung“ im Endanflug und informierte sie, dass in Kürze weitere Informationen gemeldet würden. Obwohl die Kommunikation auf der Frequenz weiterhin von sich verschlechterndem Wetter berichtete, setzten die Piloten des Flugs 66 den Anflug auf die Landebahn 22L fort. Um 16:02 Uhr wurde die Besatzung angewiesen, den Towerlotsen des JFK um Landeerlaubnis zu bitten.
Um 16:05 Uhr, beim Endanflug auf die Landebahn 22L, geriet das Flugzeug in eine durch die schweren Stürme verursachte Mikroburst- oder sogenannte Windscherumgebung. Das Flugzeug setzte seinen Sinkflug fort, bis es etwa 730 Meter (2400 Fuß) von der Schwelle der Start- und Landebahn entfernt an der Anflugbefeuerung aufschlug. Nach dem ersten Aufschlag neigte sich das Flugzeug nach links und schlug weiter in der Anflugbeleuchtung auf, bis es in Flammen aufging und das Wrack auf dem Rockaway Boulevard, der entlang der nordöstlichen Peripherie des Flughafens verläuft, verstreut wurde.
Von den 124 Menschen an Bord wurden 107 Passagiere und sechs Besatzungsmitglieder (darunter alle der Cockpit-Besatzung) getötet. Die anderen 11 Personen an Bord, darunter neun Passagiere und zwei Flugbegleiter, wurden verletzt, überlebten aber.
Damals war es der Absturz mit den meisten Todesopfern in der Geschichte der Vereinigten Staaten. Zu den Opfern gehörten unter anderem der Spieler des amerikanischen Basketballverbandes Wendell Ladner und Iveson B. Noland, Bischof der Episkopalen Diözese von Louisiana.
Der Unfall wurde vom National Transportation Safety Board (NTSB) untersucht. Im weiteren Verlauf der Untersuchung wurde festgestellt, dass 10 Minuten vor dem Absturz der Boeing 727 die Piloten eines Frachtflugzeugs der Flying Tiger Line des Typs Douglas DC-8, das auf der Landebahn 22L landete, enorme Windscherungen am Boden meldeten. Die Piloten warnten den Tower vor den Windscherungsbedingungen, aber andere Flugzeuge landeten weiter. Nach der DC-8 stürzte eine Eastern Air Lines Lockheed L-1011, die auf derselben Landebahn landete, beinahe ab.
Zwei weitere Flugzeuge landeten vor Flug 66. Laut dem vom Cockpit-Voicerecorder aufgezeichneten Gespräch wusste der Kapitän von Flug 66 von Berichten über starke Windscherungen auf der Endanflugbahn, beschloss aber, trotzdem weiterzufliegen.

Das NTSB veröffentlichte am 12. März 1976 seinen Abschlussbericht, in dem es die folgende wahrscheinliche Ursache des Unfalls feststellte:
„Das National Transportation Safety Board stellt fest, dass die wahrscheinliche Ursache dieses Unfalls die Begegnung des Flugzeugs mit ungünstigen Winden in Verbindung mit einem sehr starken Gewitter war, das sich rittlings auf dem Kurs des ILS-Landekurssenders befand, was zu einer hohen Sinkgeschwindigkeit in die Anflugbefeuerung führte. Die verspätete Erkenntnis und Korrektur der hohen Sinkgeschwindigkeit durch die Flugbesatzung hing wahrscheinlich damit zusammen, dass sich die Besatzung eher auf visuelle Anhaltspunkte als auf die Anzeigen der Fluginstrumente verließ. Die ungünstigen Windverhältnisse könnten jedoch für einen erfolgreichen Anflug und eine erfolgreiche Landung zu stark gewesen sein, selbst wenn sie sich auf die Anzeigen der Fluginstrumente verlassen und schnell darauf reagiert hätten.“